# Oleria thiemei
Oleria thiemei är en fjärilsart som beskrevs av Charles Oberthür 1878. Oleria thiemei ingår i släktet Oleria och familjen praktfjärilar. Inga underarter finns listade i Catalogue of Life.